# Баланс руху капіталів і кредитів
Балáнс рýху капітáлів і кред́итів (англ. capital account) — співвідношення надходження та відтоку державних і приватних капіталів, а також наданих і одержаних міжнародних кредитів.
В макроекономіці та міжнародних фінансах, баланс руху капіталів є одним з двох основних компонентів платіжного балансу країни (другим є баланс поточних операцій). При цьому баланс поточних операцій показує чистий дохід країни, а баланс руху капіталів — чисту зміну у володінні національними активами.
Позитивне значення балансу руху капіталів показує надходження грошей у країну, але на відміну від позитивного значення балансу поточних операцій, це також вказує на зростання зовнішніх запозичень або продажу активів іноземцям, а не оплату товарів, робіт та послуг. Дефіцит балансу руху капіталів вказує на відтік грошей з країни і у тому числі може показувати на збільшення володіння іноземними активами суб'єктами країни.
Міжнародний валютний фонд (МВФ) та пов'язані структури використовують термін «баланс руху капіталів» у вужчому значенні. Зокрема МВФ ділить «баланс руху капіталів та кредитів» на дві частини верхнього рівня — баланс руху фінансів (англ. financial account) та баланс руху капіталів; переважна частина транзакцій відноситься до балансу руху фінансів.

## Баланс руху капіталів у макроекономіці
На вищому рівні:
Баланс руху капіталу = «Зміна в іноземному володінні національними активами» — «Зміна у національному володінні іноземними активами»

Або детальніше:
| Баланс руху капіталу = | Прямі іноземні інвестиції |
|                        | + Портфельні інвестиції   |
|                        | + Інші інвестиції         |
|                        | + Золотовалютні резерви   |

де
- прямі іноземні інвестиції — довгострокові інвестиції в капітал, наприклад придбання чи будівництво обладнання, будівель або заводів. Ікщо іноземці інвестують в країну, це є припливом інвестицій; якщо громадяни/структури країни інвестують за кордон, це відповідно є відтоком і додає до дефіциту. Якщо після початкової інвестиції, всі щорічні дивіденди, які не були реінвестовані, будуть потоком з країни, але будуть відображені не в цьому рахунку, а у балансі поточних операцій[1];
- портфельні інвестиції — придбання цінних паперів (акцій та бондів). Деколи їх об'єднують з іншими «короткостроковими» інвестиціями. Як і з прямими іноземними інвестиціями, отриманий інвестором прибуток відображається у балансі поточних операцій, а на балансі руху капіталу показується лише придбання або продаж портфельних активів на міжнародних ринках капіталів.[1]
- інші інвестиції включають потоки капіталу з/на банківські рахунки та надані кредити. Великі короткострокові перетоки між банківськими рахунками різних країн типово відбуваються, коли ринки реагують на коливання облікових /процентних ставок та обмінних курсах між валютами. Деколи до цієї категорії включають і золотовалютні резерви[1].
- Золотовалютні резерви, або резервний рахунок центробанку країни для придбання та продажу іноземних валют; може бути джерелом значних потоків капіталу для того, щоб протидіяти потокам ринку. Притік капіталу (від продажу валюти країни), особливо у поєднанні з позитивним сальдо балансу поточних операцій, може спричинити зростання попиту (ревальвація) на валюту країни, а відтік — відповідно падіння (девальвація). Якщо уряд або центробанк (якщо у цих питаннях він діє самостійно) не вважає спричинені ринков коливання вартості валюти країни корисними для неї, він може втрутитися (здійснити інтервенцію)[2].